# Блекпул
Блекпул (енгл. Blackpool) је град у Уједињеном Краљевству у Енглеској. Према процени из 2007. у граду је живело 143.122 становника.

## Становништво
Према процени, у граду је 2008. живело 143.122 становника.
| 1981.   | 1991.   | 2001.   |
| ------- | ------- | ------- |
| 146,297 | 146,262 | 142,283 |